# Перелік ударів по житловій забудові під час російського вторгнення (лютий 2025)
Удари по житловій забудові України під час російсько-української війни — воєнний злочин, скоєний російськими військовими під час повномасштабного військового вторгнення в Україну.
У переліку подано інформацію про удари по житловій та громадській забудові, а також обстріли відкритої території у яких відомо про цивільні втрати. Подано інформацію про атаки протягом лютого 2025 року, яка була опублікована у відкритих джерелах.

## Загальна інформація
Згідно моніторингової місії ООН з прав людини в Україні відомо про 129 загиблих цивільних українців протягом лютого 2025 року.

### Руйнування населених пунктів прилеглих до лінії зіткнення
У населених пунктах які знаходяться біля лінії бойового зіткнення, постійно відбуваються обстріли житлової та іншої цивільної забудови (у тому числі медичних установ, навчальних закладів, комерційної забудови). Впродовж лютого 2025 року, обстріли відбувалися вздовж прикордонних громад Чернігівщини, Сумщини, та Харківщини, а також громад Запорізької, Дніпропетровської, Херсонської та Миколаївської областей із використанням ракет, безпілотників, мінометів, артилерії, реактивних систем залпового вогню, вогнем бронетехніки та стрілецької зброї.
Вздовж державного кордону:
- У Чернігівській області — Корюківська, Новгород-Сіверська, Семенівська, Сновська громади.
- У Сумській області — Білопільська, Великописарівська, Глухівська, Краснопільська, Миропільська, Новослобідська, Путивльська, Хотінська, Юнаківська громади.
- У Харківській області — Вільхуватська, Вовчанська, Дворічанська, Дергачівська, Золочівська, Липецька громади

Між тимчасово окупованою територією:
- У Харківській області — Борівська, Дворічанська, Ізюмська, Кіндрашівська, Куп'янська, Курилівська, Оскільська, Петропавлівська громади
- У Луганській області — Красноріченська, Лисичанська громади
- У Донецькій області — Званівська, Сіверська громади
- У Запорізькій області —
- У Херсонській області —
- У Миколаївській області —

## Перелік атак
Червоним кольором позначені атаки у яких відомо про загибель людей.
| дата і місце | дата і місце                         | тип зброї         | подробиці атаки, жертви (загиблі/поранені)                                            | подробиці атаки, жертви (загиблі/поранені) |
| ------------ | ------------------------------------ | ----------------- | ------------------------------------------------------------------------------------- | ------------------------------------------ |
| 01/02        | Полтава                              | ракетний удар     | влучання ракети у житловий будинок                                                    | 7/14                                       |
| 01/02        | Харків                               | Shahed 136        | обстріл житлової забудови                                                             | 1/5                                        |
| 01/02        | Сумська обл., Юнаківка               | Shahed 136        | атаковано житлову забудову населеного пункта                                          | 3/0                                        |
| 01/02        | Хмельницька обл.                     | Shahed 136        | пошкоджено нежитлові споруди                                                          | —                                          |
| 01/02        | Запоріжжя                            | Shahed 136        | атакова енергетична на цивільна інфраструктура                                        | 0/1                                        |
| 02/02        | Харків                               | Shahed 136        | удар по території цивільного підприємства                                             | —                                          |
| 02/02        | Харківська обл., Люботин             | Shahed 136        | атакована господарча споруда                                                          | 0/2                                        |
| 02/02        | Сумська обл., Сад                    | Shahed 136        | пошкоджено об’єкт інфраструктури                                                      | —                                          |
| 03/02        | Черкаська обл., Черкаський р-н       | Shahed 136        | пошкоджено чотири житлових будинки                                                    | —                                          |
| 03/02        | Сумська обл.                         | Shahed 136        | не встановлено                                                                        | —                                          |
| 03/02        | Харківська обл., Золочів             | Shahed 136        | пошкоджено заклад освіти                                                              | 0/4                                        |
| 04/02        | Харківська обл., Ізюм                | ракетний удар     | атакована в адмінбудівлю та житло                                                     | 5/7                                        |
| 04/02        | Суми                                 | Shahed 136        | атаковано дачні будинки                                                               | —                                          |
| 04/02        | Сумська обл., Буринь                 | Shahed 136        | падіння уламків у центральному парку                                                  | —                                          |
| 04/02        | Черкаси                              | Shahed 136        | руйнування на трьох приватних підприємствах                                           | —                                          |
| 04/02        | Херсонська обл., Антонівка           | БпЛА              | атака дронами поліцейських під час евакуації постраждалих                             | 0/7                                        |
| 05/02        | Сумська обл., Ромни                  | Shahed 136        | пошкоджено 14 житлових будинків                                                       | —                                          |
| 05/02        | Харків                               | Shahed 136        | атака історичної пам'ятки, навчального закладу                                        | —                                          |
| 06/02        | Харків                               | Shahed 136        | атаковано торгові павільйони ринку «Барабашово»                                       | —                                          |
| 06/02        | Донецька обл.                        | БпЛА              | дрон атакував авто «Укрпошти»                                                         | —                                          |
| 07/02        | Київська обл.                        | Shahed 136        | уражено господарське та гаражне приміщення                                            | —                                          |
| 07/02        | Сумська обл., Охтирка                | Shahed 136        | пошкоджено чотири приватні будинки                                                    | —                                          |
| 08/02        | Херсон                               | артобстріл        | російські війська вдарили по житлу у Центральному районі Херсона                      | 0/2                                        |
| 08/02        | Суми                                 | Shahed 136        | безпілотник влучив у приватний будинок                                                | —                                          |
| 09/02        | Донецька обл., Краматорськ           | авіабомбовий удар | атаковані багатоквартирні і приватні будинки, інфраструктура, авто                    | 1/12                                       |
| 09/02        | Дніпропетровська обл., Нікополь      | артобстріл        | пошкоджено промислові підприємства, житлові будинки, магазин                          | —                                          |
| 09/02        | Донецька обл., Костянтинівка         | авіабомбовий удар | атаковані багатоквартирні і приватні будинки, інфраструктура, авто                    | 0/5                                        |
| 10/02        | Суми                                 | Shahed 136        | влучив у житловий квартал у Сумах                                                     | —                                          |
| 10/02        | Полтава                              | Shahed 136        | пошкоджені понад 60 домоволодінь                                                      | —                                          |
| 10/02        | Київ                                 | Shahed 136        | пошкоджена одноповерхова нежитлова будівля                                            | —                                          |
| 10/02        | Харківська обл., Куп'янськ           | артобстріл, БпЛА  | пошкоджено приватний будинок, автомо, будинок культури                                | 0/1                                        |
| 11/02        | Сумська обл., Краснопілля            | авіабомбовий удар | російські війська завдали удару по житлу та цивільній інфраструктурі                  | 2/0                                        |
| 11/02        | Чернігівська обл., Чернігівський р-н | Shahed 136        | пошоджено два приватні будинки                                                        | —                                          |
| 11/02        | Дніпропетровська обл., Кривий Ріг    | ракетний удар     | пошкоджені АЗС, навчальний заклад, готель, адмінбудівля                               | —                                          |
| 11/02        | Донецька обл., Костянтинівка         | авіабомбовий удар | пошкоджено 38 приватних будинків, дві лінії електропередачі, газогін і три автомобілі | 0/3                                        |
| 11/02        | Харківська обл., Золочів             | авіабомбовий удар | зруйновані дприватних будинки, пошкоджені 11 домоволодінь та господарчі споруди       | 0/7                                        |
| 12/02        | Київ                                 | ракетний удар     | пошкоджено житлові та офісні будинки                                                  | 1/4                                        |
| 12/02        | Київська обл., Бориспільський р-н    | Shahed 136        | пошкоджено приватні будинки та авто                                                   | —                                          |
| 12/02        | Сумська обл.                         | Shahed 136        | пошкоджено житлові будинки                                                            | —                                          |
| 13/02        | Донецька обл., Краматорськ           | авіабомбовий удар | обстріляні багатоповерхове та приватне житло, інфраструктура                          | 1/5                                        |
| 13/02        | Херсон                               | артобстріл        | обстріляно багатоповерхівку в центрі Херсона                                          | 0/2                                        |
| 13/02        | Одеська обл., Ізмаїльський р-н       | Shahed 136        | атака інфраструктури порту, навчального закладу                                       | 0/1                                        |
| 13/02        | Харківська обл., Рокитне             | Shahed 136        | атаковано цивільну інфраструктуру                                                     | —                                          |
| 14/02        | Донецька обл., Шевченко              | авіаудар          | зруйновані приватні житлові будинки                                                   | 1/1                                        |
| 14/02        | Одеса                                | Shahed 136        | припортова інфраструктура, база відпочинку                                            | —                                          |
| 14/02        | Миколаївська обл., Баштанський р-н   | ракетний удар     | пошкоджено близько 20 приватних будинків                                              | —                                          |
| 17/02        | Київська обл.                        | Shahed 136        | пошкоджені приватні будинки, авто, виробничий цех                                     | 0/1                                        |
| 17/02        | Харків                               | Shahed 136        | пошкоджено житлові будинки                                                            | —                                          |
| 18/02        | Черкаська обл., Черкаський р-н       | Shahed 136        | уламками пошкоджено чотири будинки, гараж                                             | —                                          |
| 18/02        | Полтавська обл., Полтавський р-н     | Shahed 136        | пошкоджено житлові будинки та господарська споруда                                    | —                                          |
| 18/02        | Кіровоградська обл., Долинська       | Shahed 136        | безпілотник влучив у житлову багатоповерхівку                                         | 0/3                                        |
| 19/02        | Донецька обл., Костянтинівка         | авіабомбовий удар | пошкоджені багатоквартирні та приватні будинки, ЛЕП, комунікації авто                 | 1/7                                        |
| 19/02        | Черкаська обл.                       | Shahed 136        | пошкоджено ЛЕП, житло, господарські споруди                                           | —                                          |
| 19/02        | Одеса                                | Shahed 136        | атаковано інфраструктуру, поліклініку, дитсадок                                       | 0/4                                        |
| 19/02        | Суми                                 | ракетний удар     | дитячий оздоровчий табір                                                              | —                                          |
| 19/02        | Херсон                               | авіабомбовий удар | керована авіабомба влучила у житлову багатоповерхівку                                 | 0/6                                        |
| 20/02        | Донецька обл., Костянтинівка         | артобстріл        | пошкоджені приватні будинки, багатоквартирні, гуртожиток, інфраструктура, авто        | 4/0                                        |
| 20/02        | Одеса                                | Shahed 136        | пошкоджено житлові та громадські споруди                                              | 0/1                                        |
| 20/02        | Київська обл., Біла Церква           | Shahed 136        | влучання БпЛА посеред житлових будинків                                               | —                                          |
| 21/02        | Донецька обл., Костянтинівка         | авіабомбовий удар | пошкоджено 9 приватних будинків, 3 нежитлові приміщення                               | 1/2                                        |
| 21/02        | Харківська обл.                      | Shahed 136        | пошкоджено цивільні нежитлові споруди                                                 | —                                          |
| 21/02        | Харківська обл., Борова              | авіабомбовий удар | пошкоджене приватне домоволодіння та будівля установи                                 | —                                          |
| 21/02        | Харківська обл., Великий Бурлук      | авіабомбовий удар | пошкоджені два приватні будинки і авто                                                | —                                          |
| 21/02        | Харківська обл., Підлиман            | авіабомбовий удар | пошкоджено два приватних житлових будинка та три господарчі споруди                   | —                                          |
| 21/02        | Харківська обл., Золочів             | авіаудар          | пошкоджено 9 приватних житлових будинків, лікарня, магазин                            | 0/5                                        |
| 21/02        | Донецька обл., Покровськ             | артобстріл        | зруйновано приватний будинок, пошкоджено дві дев'ятиповерхівки та комерційну будівлю  | —                                          |
| 22/02        | Донецька обл., Костянтинівка         | авіабомбовий удар | пошкоджені багатоповерхівки, приватні будинки, 3 промислові приміщення та інші        | 2/4                                        |
| 22/02        | Київська обл., Броварський р-н       | Shahed 136        | пошкоджено житло та адмінбудівлі підприємств                                          | 1/0                                        |
| 22/02        | Київська обл., Бориспільський р-н    | Shahed 136        | атаковане складське приміщення та житло                                               | —                                          |
| 22/02        | Харківська обл., Лобанівка           | авіабомбовий удар | зруйновано приватний житловий будинок                                                 | —                                          |
| 23/02        | Дніпропетровська обл., Кривий Ріг    | ракетний удар     | пошкоджено 12 багатоквартирних будинків                                               | 1/4                                        |
| 23/02        | Київська обл., Бучанський р-н        | Shahed 136        | пошкоджено чотири приватні будинки                                                    | —                                          |
| 23/02        | Запоріжжя                            | Shahed 136        | виникла пожежа у приватному секторі                                                   | 0/1                                        |
| 23/02        | Харківська обл., Купʼянський р-н     | БпЛА              | росіяни дроном атакували цивільне авто                                                | 0/2                                        |
| 23/02        | Одеса                                | Shahed 136        | сталося загорання приватного будинку                                                  | —                                          |
| 23/02        | Херсон                               | артобстріл        | пошкоджено багатоповерхівку та 10 приватних будинків                                  | —                                          |
| 24/02        | Сумська обл., Велика Писарівка       | БпЛА              | атаковані житлові будинки та цивільна інфраструктура                                  | 1/2                                        |
| 24/02        | Сумська обл., Сумський р-н           | БпЛА              | атаковані житлові будинки та цивільна інфраструктура                                  | 1/1                                        |
| 24/02        | Херсон                               | артобстріл        | атаковані житлові будинки та цивільна інфраструктура                                  | 1/6                                        |
| 24/02        | Донецька обл., Слов'янськ            | артобстріл        | атакована цивільна інфраструктура                                                     | 1/0                                        |
| 24/02        | Сумська обл., Миропілля              | БпЛА              | пошкоджені 6 приватних будинків                                                       | 0/3                                        |
| 24/02        | Харків                               | авіабомбовий удар | атака керованою бомбою по цивільному підприємству                                     | —                                          |
| 24/02        | Харківська обл., Дергачі             | артобстріл        | пошкоджені приватні будинки                                                           | 0/2                                        |
| 24/02        | Хмельницька обл.                     | Shahed 136        | пошкоджено фасад приватного будинку та авто                                           | —                                          |
| 24/02        | Київська обл., Броварський р-н       | Shahed 136        | пошкоджено недобудовану багатоповерхівку                                              | —                                          |
| 24/02        | Дніпропетровська обл.                | Shahed 136        | уражені приватні будинки, господарчі споруди                                          | —                                          |
| 24/02        | Одеса                                | Shahed 136        | атаковано житловий будинок та портову інф-ру                                          | —                                          |
| 25/02        | Житомирська обл., Житомирський р-н   | Shahed 136        | атаковано житло і господарчу споруду                                                  | 0/3                                        |
| 25/02        | Київська обл., Обухівський р-н       | Shahed 136        | атаковано приватний будинок і госп. споруди                                           | 0/1                                        |
| 25/02        | Київська обл., Фастівський р-н       | Shahed 136        | пошкодження приватних будинків                                                        | —                                          |
| 25/02        | Суми                                 | Shahed 136        | пошкоджені багатоповерхівки                                                           | 0/2                                        |
| 25/02        | Херсон                               | артобстріл        | пошкоджена одна з обласних лікарень                                                   | —                                          |
| 26/02        | Київська обл., Бучанський р-н        | Shahed 136        | уражені приватні і багатоквартирні будинки                                            | 2/2                                        |
| 26/02        | Харків                               | Shahed 136        | уражено багатоквартирний житловий будинок                                             | 0/2                                        |
| 27/02        | Чернігівська обл., Сновськ           | Shahed 136        | уламками пошкоджено житлові будинки та ЛЕП                                            | —                                          |
| 27/02        | Сумська обл., Липова Долина          | Shahed 136        | пошкоджено три приватні житлові будинки                                               | —                                          |
| 27/02        | Сумська обл., Краснопілля            | авіабомбовий удар | пошкоджень зазнав багатоквартирний будинок і 10 приватних будинків                    | —                                          |
| 28/02        | Донецька обл.                        | —                 | відомо про загибель цивільних від російських атак по житловій забудові                | 4/6                                        |
| 28/02        | Херсонська обл.                      | —                 | відомо про поранення цивільних від російських атак по житловій забудові               | 0/4                                        |
| 28/02        | Запоріжжя                            | Shahed 136        | приватні будинки та 3 багатоповерхівки                                                | 0/1                                        |
| 28/02        | Харківська обл., Харківський р-н     | Shahed 136        | пошкоджено приватне домоволодіння                                                     | 0/2                                        |